# Bouillabaisse
Bouillabaisse (czyt. bujabes) – zupa rybna, znana na wybrzeżach Morza Śródziemnego, choć tylko jedna jej odmiana, przyrządzana w okolicach Marsylii, zdobyła sławę światową. Nazwa pochodzi z języka oksytańskiego i oznacza dwie podstawowe czynności wykonywane przy przyrządzaniu zupy (bolhir – gotowanie i albaissar – odcedzanie).
Do przyrządzenia zupy wykorzystuje się różne gatunki ryb morskich, czosnek, pomidory, oliwę, pieprz i szafran. Po ugotowaniu zupy przecedza się ją przez sito do wazy, a gotowane w niej ryby, langusty i kraby podaje się na osobnym półmisku. Do zupy bouillabaise podaje się w Marsylii pieczywo zwane marette. Harriet Münster-Ledenburg w swojej książce kucharskiej wyróżnia dwa typy Bouillabaise – francuski i angielski. Bouillabaise à l’ anglaise miała być mniej esencjonalna, podawana z dodatkiem pietruszki – właściwa także dla osób będących na diecie.
Potrawa podobna do bouillabaise o nazwie kakavia miała być przyrządzana w rejonie Marsylii już w VII w. p.n.e., kiedy miasto zakładali osadnicy greccy.
Zupa została uwieczniona w nazwie planetoidy (8523) Bouillabaisse oraz w tytule utworu grupy Beastie Boys - B-Boys Bouillabaisse, pochodzącego z albumy "Paul's Boutique".